# 七分積金
七分積金（しちぶつみきん）とは、寛政の改革の際に江戸町方に命じた積立制度である。町入用の節減分の7割（70％）を積立させた。

## 発足
寛政2年（1790年）4月、老中松平定信は町入用を削減させて町々の地主・町役人の負担を軽減させるとともに軽減分の一部を地代・店賃の引き下げという形で住民に還元させるとともに、町入用に伴う需要および住民の家計支出を抑制させて結果的に物価を引き下げ、さらにその一部を積立てて備蓄のための籾の囲い置きや貧困者への手当に充てる構想を打ち出した。8月には江戸町奉行を通じて江戸の町々に対して天明5年（1785年）から5年間の地代・店賃の収入総額と寛政2年の上半期の地代・店賃の収入総額と町入用に伴う支出、残された地主手取金（収入）などと届け出させた。翌寛政3年（1791年）に調査結果が出され、平均して地代・店賃収入の総額は年54.7万両、町入用は年15.5万両という報告が出された。続いて4月に初鹿野信興（北町奉行）より、町火消などの経費削減、町役人が立ち会う訴訟の簡素化、祭礼等に対する倹約などで町入用が削減できるとする改革案が出された。その後、この提案を元に町々から町入用の節減見通しを提出させたところ総額で3.7万両が可能との回答が出された（ただし、これが後日の紛糾の一因となる）。
寛政3年12月29日（1792年1月22日）に江戸幕府は町々に対して3.7万両のうち7分にあたる2.6万両を毎年積立させ、残り1分を町入用の増手当に、残り2割を地主に増手当に充てるように命じた。だが、3.7万両の中には町奉行の好意を得るために過大に報告したものや算定基準となった町入用の5年間の統計に天明の大飢饉やそれに伴う打ちこわし対策費が含まれており、積立を求められた額が過大すぎるとの不満の声が町々から上がったが、幕府は一部削減に応じたのみで原則的に積立額を改訂することは以後も無かった。なお、幕府からも設立時に1万両が拠出されている。
寛政4年（1792年）3月、向柳原に江戸町会所と囲籾蔵12棟が設置され、七分積金の運営が開始されることとなる。

## 運営
寛政4年初頭より、七分積金によって毎年2万両以上の積立が江戸町会所に集められた。江戸町会所は勘定奉行および町奉行の監督下に置かれて両奉行所から定掛と呼ばれる監督役人が派遣されていた。勘定所御用達の10人の両替商らと名主代表や地主・家守から取り立てられた「座人」と呼ばれる担当吏員によって構成されていた。また、同時に町役人らによる会所の役目も兼ねていた。幕末期の幕府財政の悪化にもかかわらず、勘定奉行や町奉行ら幕府側が積立金に手をつけて財政赤字を補うことは決して行われなかった。このため、積立や備蓄籾は毎年古くなった分を入れ替えながら順調に蓄積され、文化年間に十数万石の籾米の蓄積があり、幕末には備蓄量に対応するために深川や小菅にも籾蔵を増やしている。
江戸町会所は江戸全体の社倉・義倉としての役目を果たし、平時から窮民に対する「定式御救」を行うために金銭や米が支給されたが、もっとも期待されたのは災害や飢饉、物価高騰時の救済活動のための「臨時御救」にあった。天保の大飢饉や幕末の長州征伐前後の米価の暴騰による世直し一揆などに際して金銭や米を放出して民心を鎮めた。江戸時代を通じて臨時御救は17回行われたと記録されている。
更に積立金の一部が江戸町会所を通じ中小地主（一部は拝領町屋敷を知行代わりに受け取っていた御家人を含む）のために低利融資を行った。これによって災害時の建物再建や町役人を構成する地主層や御家人の没落防止の役目を果たした。天保年間には35万両もの貸付が行われていた。勿論、低利ながら利子を獲得して町会所の運営費やさらなる積立資金としても用いる目的もあった。
ところが、明治維新後の明治5年（1872年）に明治政府によって170万両とも言われる積立金が東京会議所（旧・江戸町会所）から、東京府や東京市に接収された。東京市はその多くを学校の建設や銀座などの近代的な道路整備などの社会基盤整備事業に充ててしまったと言われている。